# Неха Манкані
Неха Манкані — пакистанська акушерка та член «100 жінок» BBC 2023. Окрім популяризації важливості акушерства та збору коштів на догляд за пацієнтками, вона працювала над приверненням уваги до впливу зміни клімату на акушерство та охорону здоров'я загалом.

## Освіта
Манкан виросла в сім'ї, яка підтримувала її прагнення до освіти. Вона здобула ступінь бакалавра соціальних наук в Університеті управлінських наук Лахора, потім навчалася в Сполучених Штатах як стипендіат програми Фулбрайта, здобула ступінь магістра Колумбійського університету в галузі охорони здоров'я і брала участь у Програмі молодих лідерів ICM.

## Кар'єра
Влітку під час навчання в магістратурі Манкані працювала в таборі біженців в Уганді. Здобувши ступінь магістра, Манкані приєдналася до акушерської програми лікарні Леді Дафферін. Вона почала організовувати невеличкий фонд серед своїх друзів та родичів, щоб надати пацієнтам фінансову підтримку.

У 2015 році Манкані почала керувати пакистанськими клініками охорони материнського здоров'я для малозабезпечених громад.

У 2019 році Манкані заснувала благодійний фонд Mama Baby Fund у Карачі, щоб надавати фінансову підтримку сім'ям, які не могли дозволити собі пренатальну, післяпологову та дитячу медичну допомогу.
У 2020 році Манкані почала їздити на острів Баба, розташований біля узбережжя Карачі, щоб надавати допомогу пацієнтам. Окрім акушерства, Манкані також служила громаді, надаючи іншу допомогу пацієнтам і складаючи плани реагування на стихійні лиха.
У 2021 році Манкані працювала в Indus Hospital and Health Network (IHHN), займаючись організацією та управлінням акушерськими програмами в установах первинної медичної допомоги.
У 2022 році Манкані входила до групи акушерок, які надавали допомогу в провінції Сінд у розпал повені. В рамках цієї роботи вона відвідувала постраждалі від повені райони та табори внутрішньо переміщених осіб, щоб доставити матеріали для пологів. Вона також керувала клініками охорони материнського здоров'я. Манкані дала інтерв'ю про свою роботу для програми Бі-бі-сі «Жіноча година»., а пізніше про її роботу було знято короткий документальний фільм. У грудні 2022 року вона вдруге дала інтерв'ю BBC, в якому розповіла про вплив недоїдання на пакистанських жінок[.
Манкані член Міжнародної конфедерації акушерок, організації «Жінки за глобальну охорону здоров'я» (Women in Global Health), регіональний координатор кампанії PUSH у Південній Азії та голова відділення Асоціації акушерок Пакистану в Карачі. У березні 2024 року Манкані виступила на святкуванні Міжнародного жіночого дня, організованому організацією Direct Relief у Голіті, Каліфорнії.

## Визнання
У 2021 році Манкані стала однією з семи жінок-працівниць охорони здоров'я, які отримали премію Beyond Applause: Heroines of Health 2021, що присуджується організацією Women in Global Health.
У березні 2023 року Манкані була названа «Жінкою мужності 2023 року» за версією Місії США в Пакистані. У листопаді 2023 року Манкані увійшла до списку «100 жінок» за версією Бі-бі-сі".

## Публікації
- Mir, Ali; Shaikh, Gul; Shaikh, Saleem; Mankani, Neha; Hassan, Anushe; Sadiq, Maqsood (2013). Assessing retention and motivation of public health-care providers (particularly female providers) in rural Pakistan (Звіт). Population Council. doi:10.31899/rh3.1004.
- Mir, Ali Mohammad; Shaikh, Muhammad Saleem; Rashida, Gul; Mankani, Neha (December 2015). To serve or to leave: a question faced by public sector healthcare providers in Pakistan. Health Research Policy and Systems (англ.). 13 (S1): 58. doi:10.1186/s12961-015-0045-4. ISSN 1478-4505. PMC 4895244. PMID 26790926.
- Jahangir, Aminah; Mankani, Neha. Aahung - Empowering Adolescents in Pakistan through Life Skills-based Education (PDF) (Звіт). United Nations Girls' Education Initiative.
- Smith, Janel R.; Ho, Lara S.; Langston, Anne; Mankani, Neha; Shivshanker, Anjuli; Perera, Dhammika (2013). Clinical care for sexual assault survivors multimedia training: A mixed-methods study of effect on healthcare providers' attitudes, knowledge, confidence, and practice in humanitarian settings. Conflict and Health. 7 (1): 14. doi:10.1186/1752-1505-7-14. PMC 3708794. PMID 23819561.